# Ruf CTR
Der Ruf CTR (Gruppe C Twin-Turbo Ruf), auch als Ruf Twin-Turbo oder Yellowbird bezeichnet, ist ein Supersportwagen des süddeutschen Automobilherstellers Ruf Automobile. Die Produktion des vom Porsche 911 Carrera 3.2 abgeleiteten Fahrzeugs begann im Jahr 1987. 29 CTRs mit Ruf-Fahrgestellnummer wurden mit von Porsche erworbenen Rohkarossen gebaut, zudem wurden Kundenfahrzeuge umgerüstet.
Zur Gewichtsreduzierung wurde auf Bestandteile wie Rücksitzbank oder Dämmmaterial verzichtet, es wurden Teile durch leichtere ersetzt, etwa an den Türen und am Kofferraumdeckel Bleche aus Aluminium verwendet. Ein integrierter Überrollkäfig verbesserte Karosseriesteifigkeit und Sicherheit, die Bremsanlage wurde in sport auto als „das Beste, was im Sportwagenbau derzeit angeboten wird“ bezeichnet.
Seinen ersten öffentlichen Auftritt hatte der Ruf CTR im April 1987 beim World’s-fastest-cars-Vergleich des US-amerikanischen Automagazins Road & Track, wo er den Spitznamen „Yellowbird“ bekam. Dort war er mit einer Höchstgeschwindigkeit von 339 km/h schneller als die Konkurrenz aus Porsche 959, Lamborghini Countach 5000S, Isdera Imperator 108i, Ferrari Testarossa, Ferrari GTO, AMG-Mercedes und einem getunten RS-Porsche und konnte seither als schnellstes Serienfahrzeug der Welt bezeichnet werden.
Kultstatus erreichte ein von Ruf veröffentlichtes Promotionsvideo, in dem Testfahrer Stefan Roser im Ruf CTR um die Nordschleife des Nürburgrings driftete.
1988 erreichte der Ruf CTR bei einem Vergleichstest von auto, motor und sport auf der Pista di Nardò mit 342 km/h die höchste Geschwindigkeit, er war damit 3 km/h schneller als der Porsche 959 s und 21 km/h schneller als die beiden von Ferrari geschickten Ferrari F40.
2004 konnte ein alter Ruf CTR in einem Vergleich des britischen Magazins Autocar mit neuen Supersportwagen mithalten, ebenso beeindruckte ein anderer mit einer Laufleistung von über 100.000 Kilometern 2005 bei einem Vergleich des US-amerikanischen Magazins Road & Track.
Auf dem Genfer Auto-Salon 2017 präsentierte Ruf mit dem CTR Anniversary ein selbst entwickeltes Fahrzeug, das den Yellowbird zitiert.

## Technik

### Motor
- Luftgekühlter Sechszylinder-Boxermotor, hinten längs eingebaut[1]
- über Ketten angetriebene obenliegende Nockenwellen
- Elektronisch gesteuerte Kraftstoffeinspritzung und Zündung (Bosch Motronic)
- Verdichtungsverhältnis 7.5 : 1
- Bohrung × Hub 98,0 mm × 74,4 mm
- Hubraum 3367 cm³
- spezifische Leistung 102,5 kW/l (139,3 PS/l)
- Leistung 345 kW (469 PS) bei 5950/min
- max. Drehmoment 553 Nm bei 5100/min
- Kolbengeschwindigkeit bei Nenndrehzahl 14,8 m/s
- 2 Turbolader KKK(K26), Ladeluftkühlung, max. Ladedruck 1,1 bar

### Kraftübertragung
- Hinterradantrieb
- RUF Fünfganggetriebe (ab 1988 auf Wunsch RUF Sechsganggetriebe)

### Fahrwerk
- Vorne Dämpferbeine, Querlenker, Drehstabfederung, Stabilisator, Bilstein-Stoßdämpfer
- Hinten Schräglenker, Drehstabfederung, Stabilisator, Bilstein-Stoßdämpfer
- Vorn und hinten innenbelüftete und gelochte Scheibenbremsen
- Bereifung: RUF Felgen vorne 8” × 17” DL mit 215/45 VR 17, hinten 10,0” × 17” DL mit 255/40 VR 17

## Fahrleistungen
Beim ersten Test im April 1987 wurden folgende Werte gemessen:
- 0–80 km/h 3,3 s[5]
- 0–100 km/h 4,2 s[5]
- 0–120 km/h 5,2 s[5]
- 0–140 km/h 6,1 s[5]
- 0–161 km/h 7,3 s[4] (100 mph)
- 0–180 km/h 8,7 s[5]
- 0–200 km/h 10,5 s[5]
- 400 m mit stehendem Start: 11,7 s (Endgeschwindigkeit 215 km/h)[5]
- Höchstgeschwindigkeit: 339 km/h[5]

Von sport auto wurden kurz darauf folgende Werte ermittelt:
- 0–100 km/h 4,1 s[3]
- 1 Kilometer mit stehendem Start: 20,9 s[3]

1988 wurde von auto motor und sport in Nardò folgendes gemessen:
- Höchstgeschwindigkeit: 342 km/h[6]

Im Test des britischen Magazins Autocar wurden folgende Beschleunigungswerte erreicht:
- 0–97 km/h 3,65 s[7] (60 mph)
- 0–161 km/h 6,71 s[7] (100 mph)
- 0–241 km/h 14,59 s[7] (150 mph)
- 0–322 km/h 35,57 s[7] (200 mph)
- 1 Meile (1609 m) mit stehendem Start: 27,7 s (Endgeschwindigkeit 304,34 km/h)[7]